# .22 Winchester Magnum Rimfire

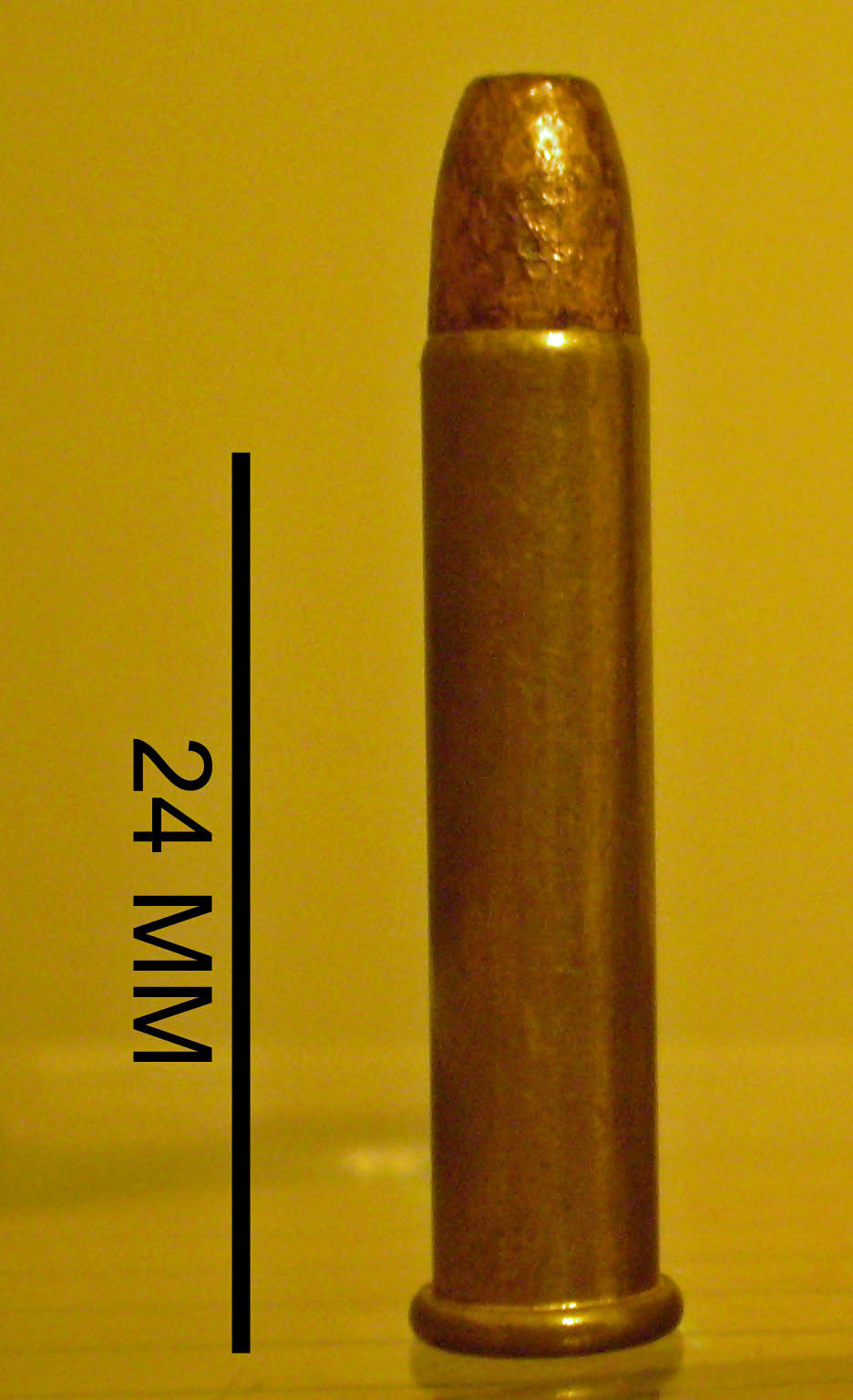
Um cartucho .22 Winchester Magnum Rimfire.

O .22 Winchester Magnum Rimfire, também chamado de .22 WMR, .22 Magnum, .22 WMRF, .22 MRF, ou .22 Mag, é um cartucho com "culote". Originalmente carregado com um projétil de 2.6 g (40 grains), desenvolvendo velocidades de cerca de 610 m/s a partir do cano de um rifle. Atualmente, ele é carregado com projéteis de 3.2 g (50 grains) a 470 m/s até projéteis de 1.9 g (30 grains) a 670 m/s. Comparado com o mais rápido porém mais leve .17 HMR, o .22 WMR atinge o alvo com maior energia cinética dentro do seu alcance efetivo, apesar de seu arco de trajetória ser menos plano.